# Pterandra viridiflora
Pterandra viridiflora är en tvåhjärtbladig växtart som beskrevs av C.E.Anderson. Pterandra viridiflora ingår i släktet Pterandra och familjen Malpighiaceae. Inga underarter finns listade i Catalogue of Life.